# Ecques
 Ecques  es una población y comuna francesa, situada en la región de Norte-Paso de Calais, departamento de Paso de Calais, en el distrito de Saint-Omer y cantón de Aire-sur-la-Lys.

## Demografía
| 1047 | 1108 | 1124 | 1295 | 1637 | 1781 |
| Para los censos de 1962 a 1999 la población legal corresponde a la población sin duplicidades (Fuente: INSEE [Consultar]) |      |      |      |      |      |